# Premio González-Ruano
El Premio González-Ruano de periodismo fue un prestigioso premio literario otorgado por la Fundación Mapfre en Madrid, España. Existió de 1975 a 2014 en honor del periodista y escritor César González-Ruano, al adquirir Mapfre el edificio del Café Teide, en el que González-Ruano escribió muchos de sus artículos. 
Podían participar todos los escritores que presentaran un artículo que hubiera sido publicado durante el año del premio, en cualquier periódico o revista española. Estuvo premiado con una cantidad en metálico y una escultura de Venancio Blanco. 
En enero de 2014 la Fundación Mapfre anunció oficialmente su reconversión en un Premio de Relato Corto Fundación Mapfre.
La cancelación del premio coincidió con la publicación del libro El marqués y la esvástica. César González-Ruano y los judíos en el París ocupado (Anagrama, 2014) de Rosa Sala Rose y Plàcid García-Planas, en el que se documenta la estrecha relación de César González-Ruano con el nazismo. No obstante, Pablo Jiménez, director de la Fundación Mapfre, negó cualquier relación entre este libro y la inesperada cancelación del premio: "queríamos abrirnos a Latinoamérica, acoger a los blogueros... así que finalmente modificamos las bases del premio reconvirtiéndolo en un galardón al relato corto".

## Jurado
El jurado del premio se encargaba de estimar "la calidad literaria y el reflejo de algún aspecto de la realidad viva de nuestro tiempo" de los artículos presentados a concurso. Para el premio otorgado en 2010, correspondiente a la edición 2009 participaron: Alberto Manzano Martos; Manuel Alcántara; el periodista Juan Cruz; Juan Fernández-Layos Rubio; el escritor Antonio Gala; el profesor de Literatura Española e Hispanoamericana en la Universidad Complutense, Fernando Rodríguez Lafuente; el periodista Daniel Samper Pizano; el periodista Vicente Verdú; Daniel Restrepo Manrique y el ganador de la convocatoria del año 2007, Ignacio Camacho.

## Ganadores
Lista de los ganadores del premio, junto al nombre de su artículo. 
- 1975. Antonio Gala, Los ojos de Troylo
- 1976. José Luis Martín Descalzo, Cementerios civiles
- 1977. Luis María Ansón, La dictadura del miedo
- 1978. Manuel Alcántara, Tono
- 1979. Francisco Umbral, El Trienio
- 1980. Manuel Vicent, No pongas tus sucias manos sobre Mozart
- 1981. Luis Calvo, Josep Pla
- 1982. Juan Cueto, Mondoñedo no existe
- 1983. Manuel Blanco Tobío, La descolonización de Encarnita
- 1984. Jaime Campmany, A tumba abierta
- 1985. Emilio Romero, En los jardines de palacio, tal día como anteayer
- 1986. José García Nieto, Con Gerardo en el Café Gijón
- 1987. Máximo Sanjuan «Máximo», Los artistas entre las musas y Mercurio
- 1988. José Ortega Spottorno, Amigo y Tocayo
- 1989. José Luis Garci, Un maestro
- 1990. Horacio Sáenz Guerrero, Una luz se ha apagado
- 1991. Luchy Núñez, Matar a un niño
- 1992. Federico Jiménez Losantos, Los toros de Guisando
- 1993. Eugenio Suárez, La vuelta de la esquina
- 1994. Alfonso Ussía, La pasajera
- 1995. Víctor Márquez Reviriego, España de andar y ver
- 1996. Vicente Verdú, La soledad
- 1997. Juan José Armas Marcelo, Relevo en el imperio del leopardo
- 1998. Carlos Luis Álvarez «Cándido», Nation of God
- 1999. Juan Manuel de Prada, Un seno Kosovar
- 2000. Gregorio Salvador Caja, Antes y ahora
- 2001. Fernando Savater, Mi primer editor
- 2002. Antonio Muñoz Molina, Los herederos
- 2003. Arturo Pérez-Reverte, Una ventana a la guerra
- 2004. Francisco Rodríguez Adrados, Palabras como chicles
- 2005. Raúl del Pozo, Réquiem por el maestro de los epitafios
- 2006. Antonio Burgos, Que no daría yo, Rocío…
- 2007. Ignacio Camacho, Umbrales
- 2008. Carlos Fuentes, El Yucatán de Lara Zavala
- 2009. Gabriel Albiac, La Sandalia de Empédocles
- 2010. Jorge Edwards, La serpiente de San Miguel
- 2011. Félix de Azúa, Contra Jeremías
- 2012. Leila Guerriero, El bovarismo, dos mujeres y un pueblo de La Pampa